# Clemira dolens
Clemira dolens is een vlinder uit de familie uilen (Noctuidae). De wetenschappelijke naam van de soort is, als Heterocampa dolens, voor het eerst geldig gepubliceerd in 1904 door Herbert Druce. De combinatie in Clemira werd in 2009 door V.O. Becker gemaakt, die daarbij ook het lectotype selecteerde.

## Type
- lectotype: "male, genitalia slide no. Noctuidae 5140"
- instituut: BMNH, Londen, Engeland
- typelocatie: "Peru, Puno, Santo Domingo, 6000"[1]

## Andere combinaties
- Erocha dolens (Druce, 1904) door George Francis Hampson, 1910